# Kenzō Takada
Kenzō Takada (jap. 高田 賢三 Takada Kenzō; ur. 27 lutego 1939 w Himeji, w prefekturze Hyōgo, zm. 4 października 2020 w Neuilly-sur-Seine) – japoński projektant mody, założyciel domu mody Kenzo, światowej marki perfum, produktów do pielęgnacji skóry i odzieży i prezes honorowy stowarzyszenia Asian Couture Federation.

## Życiorys

### Dzieciństwo i edukacja
Takada urodził się w rodzinie hotelarskiej. Jego zamiłowanie do mody rozwinęło się w młodym wieku, szczególnie dzięki czytaniu magazynów jego sióstr. Krótko uczęszczał na Kobe City University of Foreign Studies (Kōbe-shi Gaikokugo Daigaku) w Kobe, ale przerwał naukę na pierwszym roku, gdy zmarł jego ojciec.
W 1958 roku zapisał się do tokijskiego Bunka Fashion College (Bunka Fukusō Gakuin), który właśnie otworzył swoje podwoje dla studentów płci męskiej. W czasie nauki Takada zdobył w 1961 roku nagrodę magazynu mody „Sōen”. Zdobywał także doświadczenie dzięki współpracy z domem towarowym Sanai, dla którego projektował odzież dziewczęcą.

### Kariera
Takada zainspirował się Paryżem, zwłaszcza projektantami Yves’em Saint Laurentem i Karlem Lagerfeldem. Zainteresowania Takady rozwinęła także jego nauczycielka w Bunka Fashion College, Chie Koike, która kształciła się w L'École de la Chambre Syndicale de la Couture Parisienne.
W ramach przygotowań do Letnich Igrzysk Olimpijskich 1964, rząd japoński zburzył mieszkanie Takady, wypłacając mu rekompensatę pieniężną. Za radą swojej mentorki i korzystając z pieniędzy z rekompensaty, Takada udał się na miesięczną wycieczkę do Paryża, zatrzymując się po drodze w różnych miastach, jak: Hongkong, Sajgon, Bombaj i Marsylia. Ostatecznie 1 stycznia 1965 przybył na paryski dworzec kolejowy Gare de Lyon.
W 1970 roku, będąc na pchlim targu, Takada spotkał kobietę, która zaoferowała mu wynajęcie po niskiej cenie niewielkiej powierzchni handlowej w Galerie Vivienne. Takada przyjął ofertę i otworzył sklep jako projektant. Mając bardzo mało pieniędzy, za 200 dolarów zdobył różnego rodzaju tkaniny na rynku Saint Pierre w Montmartre, tworząc z nich eklektyczną i odważną, pierwszą swoją kolekcję mody, którą zaprezentował w Galerie Vivienne. Nie mając pieniędzy na profesjonalne modelki na to wydarzenie, Takada i jego przyjaciele zdecydowali się pomalować pryszcze modelki pokrytej trądzikiem na zielono.
Zainspirowany obrazami malarza Henri Rousseau, Takada pomalował wnętrze swojego sklepu we wzory roślinne przypominające dżunglę, a chcąc połączyć estetykę dżungli ze swoją ojczyzną, nazwał swój pierwszy sklep Jungle Jap. Nazwa ta wywołała kontrowersje. W 1971 roku Japanese American Citizens League wystosowała wezwanie do Takady – podczas jego pierwszej wizyty w Stanach Zjednoczonych – z żądaniem usunięcia pogardliwego słowa „Jap” z nazwy firmy. Jednak sąd najwyższy stanu utrzymał w mocy możliwość używania tego określenia jako części znaku towarowego w następnym roku. Takada i jego zespół zdecydowali się jednak zmienić nazwę marki po powrocie Takady do Francji.
Wysiłki Takady szybko się opłaciły. W czerwcu 1970 magazyn „Elle” umieścił na okładce jeden z jego projektów. Kolekcja była prezentowana w Nowym Jorku i Tokio w 1971 roku. W następnym roku zdobył nagrodę Fashion Editor Club of Japan. W październiku 1976 Takada otworzył swój sztandarowy sklep Kenzo na Place des Victoires.
Takada wykazał swoje zdolności dramatyczne, kiedy w 1978 i 1979 roku zorganizował widowisko w namiocie cyrkowym, zakończony występem amazonek w przezroczystych mundurach. On sam jeździł na słoniu. Takada wyreżyserował także film Yume, yume no ato, który został pokazany w 1981 roku.
Pierwsza męska kolekcja Takady została zaprezentowana w 1983 roku. W sierpniu 1984 sieć sklepów The Limited podała informację, że podpisała kontrakt z Takadą, aby zaprojektował tańszą linię ubrań Album by Kenzo, natomiast dziecięca – Kenzo Jungle, ale obejmująca także męskie i damskie dżinsy, została wydana w 1986 roku.
Takada zaangażował się również w biznes perfumeryjny. Pierwszym produktem był King Kong w 1980 roku, który stworzył „dla zabawy”. W 1988 roku jego linia perfum dla kobiet rozpoczęła się od Kenzo de Kenzo (obecnie znanego jako Ça Sent Beau), Parfum d'été, Le monde est beau i L'eau par Kenzo. Kenzo pour Homme to jego pierwsze perfumy męskie (1991). FlowerbyKenzo, wprowadzone na rynek w 2000 roku, zostały wymienione na stronie internetowej czasopisma „Vogue” jako jedne z najlepszych klasycznych, francuskich perfum wszech czasów. Rok później uruchomiono również linię do pielęgnacji skóry, KenzoKI.
Od 1993 roku marka Kenzo jest własnością francuskiej firmy LVMH zajmującej się towarami luksusowymi. W 2016 roku stworzył perfumy dla Avon.

### Przejście na emeryturę i dalsza działalność w branży modowej
W 1999 roku Kenzō Takada ogłosił przejście na emeryturę rozpoczynając karierę artystyczną, jednocześnie pozostawiając Roya Krejberga i Gillesa Rosiera, którzy nadal zajmowali się projektowaniem męskiej i damskiej odzieży marki Kenzo. Jednak w 2005 roku zaprezentował produkty marki Gokan Kōbō, zajmującej się produkcją zastawy stołowej, artykułów gospodarstwa domowego i mebli. Po kilku latach przerwy chciał wyznaczyć nowy kierunek, stwierdzając: „Kiedy przestałem pracować pięć lat temu, pojechałem na wakacje, odpocząłem, podróżowałem. Kiedy zdecydowałem się znowu pracować, powiedziałem sobie, że dekoracja to coś więcej niż moda”. Ponadto w 2013 roku Takada dołączył do stowarzyszenia Asian Couture Federation jako prezes honorowy. W 2010 roku obrazy Takady zostały wystawione po raz pierwszy podczas wystawy Un Certain Style de Vie, A Certain Way of Life.
2 czerwca 2016 Kenzō Takada został kawalerem Legii Honorowej. W 2017 roku podczas 55. edycji plebiscytu Fashion Editors' Club of Japan Awards otrzymał nagrodę za całokształt twórczości. Jeszcze w tym samym roku Takada wspólnie z Roche Bobois zaprezentował nową kolekcję, nadając sofie Mah Jong nową tapicerkę i tworząc linię ceramiki. Po odejściu z branży modowej Takada od czasu do czasu do niej wracał – w 2019 roku zaprojektował kostiumy do spektaklu Madama Butterfly. Jeszcze w tym samym roku we współpracy z hotelem Mandarin Oriental Jumeira w Dubaju zaprojektował choinkę, która wystawiona została publicznie w okresie Świąt Bożego Narodzenia.
W styczniu 2020 Takada zapowiedział uruchomienie nowej linii odzieży – K3, natomiast jej pierwsza prezentacja odbyła się 17 stycznia podczas Maison et Objet.

### Zakażenie koronawirusem i śmierć
10 września 2020, po podróży do południowej części Francji trafił do amerykańskiego szpitala w Neuilly-sur-Seine z powodu gwałtownego pogorszenia się jego stanu zdrowia, natomiast następnego dnia stwierdzono u niego zakażenie koronawirusem (COVID-19), w wyniku którego zmarł 4 października, w wieku 81 lat.

## Życie prywatne
Takada był w związku z architektem, Xavierem de Castellą, który zmarł w 1990 roku na AIDS. De Castella pomógł zaprojektować dom Takady o powierzchni 1300 m² w stylu japońskim, który budowano w latach 1987–1993.